# Caridina confusa
Caridina confusa is een garnalensoort uit de familie van de Atyidae. De wetenschappelijke naam van de soort is voor het eerst geldig gepubliceerd in 1997 door Choy & Marshall.